# جوزيف توماس ووكر
جوزيف توماس ووكر (بالإنجليزية: Joseph Thomas Walker)‏ هو عالم أدلة جنائية ‏ وكيميائي أمريكي، ولد في 26 يناير 1908، وتوفي في 29 أبريل 1952.